# 손하
손하(孫河, ? - 204년)는 중국 후한 말의 정치가로, 자는 백해(伯海)이며, 오군 사람이다.

## 행적
손하에 대한 기록은 《삼국지》 종실전에 주로 남아 있다.
본래 성이 유(俞)였으나, 손책(孫策)의 사랑을 받아 손씨를 하사받고, 손씨의 적에 이름이 올랐다. 배송지가 주석으로 인용한 《오서》에 따르면, 본래 손견(孫堅)의 족자로 유씨에게 양자로 들어갔다가 손씨로 돌아온 것이라 한다. 바탕이 충직하며, 말은 어눌하고 행동은 민첩하였다. 어려서부터 손견이 정벌하면 좇아 앞장서, 후에는 측근의 병사를 거느리고 심복이 되었다. 또 손책을 따라 오회 지방을 평정하였고, 손권(孫權)이 이술을 정토하자 이를 좇아 이술을 깨부수고 위구중랑장에 임명되었으며 여강태수를 겸임했다.
여범(呂範)전에 따르면, 손견 사후 손분(孫賁)이 원술(袁術)에게 의탁한 이래 손씨 사람들 대부분이 일시적으로 원술 밑에 들어갔지만, 오직 여범과 손하 두 사람만은 시종 손책을 섬겼다.
후에 위장군이 되고 경성 땅에 둔쳤다. 건안 9년(204년), 단양태수 손익(孫翊)이 측근 변홍(邊鴻)에게 살해되자, 분노하여 손익 아래의 관리 규람(嬀覽)과 대운(戴員)을 찾아가 직무에 온전하지 못해 손익이 죽임을 당하게 하였다고 꾸짖었다. 규람과 대운은 서로 의논하여
“백해는 손익과 사이가 먼데도 이렇게 분노하는데, 만일 토로(손권)가 오면, 우리의 식솔들과 무리들은 남아나질 않겠다.”
고 하고, 손하를 죽였다.

## 친척 관계
- 손하
  - 손조 (아들)
  - 손의 (아들)
  - 손환 (아들)
  - 손준 (아들)
- ?
  - 손소 (조카)